# Институто (футбольный клуб)
«Институ́то Сентра́ль Ко́рдова» (исп. Instituto Atlético Central Córdoba) — аргентинский футбольный клуб из города Кордова, с сезона 2015/16 выступает в Примере B Насьональ, втором по силе дивизионе Аргентины.

## История
Клуб основан 8 августа 1918 года, под именем «Instituto Ferrocarril Central Córdoba», а спустя шесть лет клуб получил своё нынешнее название. Изначально именем собственным в названии было «Сентраль Кордова» (в Росарио есть другой клуб с таким названием), а слово «Институто» (Институт) использовалось в значении «клуба», общественной организации железнодорожников, но впоследствии именно «Институто» стало именем собственным.
Лучшим результатом клуба в чемпионатах Аргентины является 8-е место в сезоне 1986/87.
Домашние матчи «Институто» проводит на стадионе «Президент Перон», вмещающем 26 535 зрителей.

## Титулы
- Чемпион Второго дивизиона Аргентины (2): 1998/99, 2003/04